# سلطان (فیلم ۲۰۱۶)
سلطان (به انگلیسی: Sultan) یک فیلم سینمایی هندی در ژانر فیلم ورزشی و درام به کارگردانی و نویسندگی علی عباس ظفر با بازی سلمان خان در نقش سلطان علی خان محصول سال ۲۰۱۶ که به داستان زندگی سلطان علی خان، یک کشتی گیر خیالی و قهرمان سابق کشتی جهان از هاریانا می‌پردازد که فعالیت موفق وی شکافی در زندگی شخصی او ایجاد کرده است. 

## خلاصه داستان
سلطان علی خان (با بازی سلمان خان) پسر جوان و سر به هوایی است که عاشق دختری کشتی‌گیر در سطح حرفه‌ای می‌شود و تصمیم می‌گیرد برای ثابت کردن خودش به او وارد ورزش کشتی شود و تا پای گرفتن مدال المپیک برای کشورش هم پیش برود. بعد از کسب چند مدال او فردی بسیار متکبر و مغرور می‌شود و تمام فکر و خیال او روی کشتی و مسابقات متمرکز می‌شود. زمانی که سلطان به بزرگترین افتخار ورزشی و کسب مدال المپیک می‌رسد چیز مهمتری را از دست می‌دهد که باعث می‌شود همسرش از او جدا شود و ...

## بوجه و فروش فیلم
این فیلم در تاریخ ۶ ژوئیه ۲۰۱۶ با بودجه ۱۴۵ میلیون کرور (معادل ۲۰ میلیون دلار) در سراسر جهان اکران شد. و فروش جهانی این فیلم به ۶۲۴ میلیون کرور (۸۹ میلیون دلار) رسید، و یکی از پنج فیلم پردرآمد سال شد.